# Bébinn
Bébinn je staroirské rodné jméno vycházející ze slov bé, „žena“, a finn, „bílá, krásná, požehnaná“. Jeho moderní irskou podobou je Béibhinn. Může být také anglicizováno jako Vivian, ale nemá žádnou souvislost s homonymním anglickým a francouzským jménem.